# Henrik de Danemark
Pour les articles homonymes, voir Henri de Laborde de Monpezat et Henrik de Danemark (2009).
Henrik de Danemark Skädelar (mort le 4 juin 1134)  est un prince danois de la maison d'Estridsen.

## Biographie
Fils du prince Sven Svensson, lui-même fils du roi Sven II de Danemark, il est tué le 4 juin 1134 lors de la Bataille de Fotevik en combattant pour le roi Niels de Danemark.
Selon Saxo Grammaticus, il avait épousé la princesse Ingrid Rögnvalsdotter de Suède fille de Rögnvald Ingersson lui-même fils du roi Inge Ier l'Ancien de Suède. Ils eurent cinq fils :
- Magnus II de Suède ;
- Rögnvald, Jarl en Suède, tué en 1161 ;
- Knud Henriksen , nommé duc de Sønderjylland en 1150 par Sven III Grathe, et de Jutland en 1157, mort le 12 mars 1162 ;
- Buris, né vers 1130, duc Sønderjylland en 1162, tué en 1167, épouse vers 1166 une fille anonyme du comte Hermann II de Winzenbourg ;
- Johann, Jarl en Suède, tué en 1161.